# Виноградарство в Україні

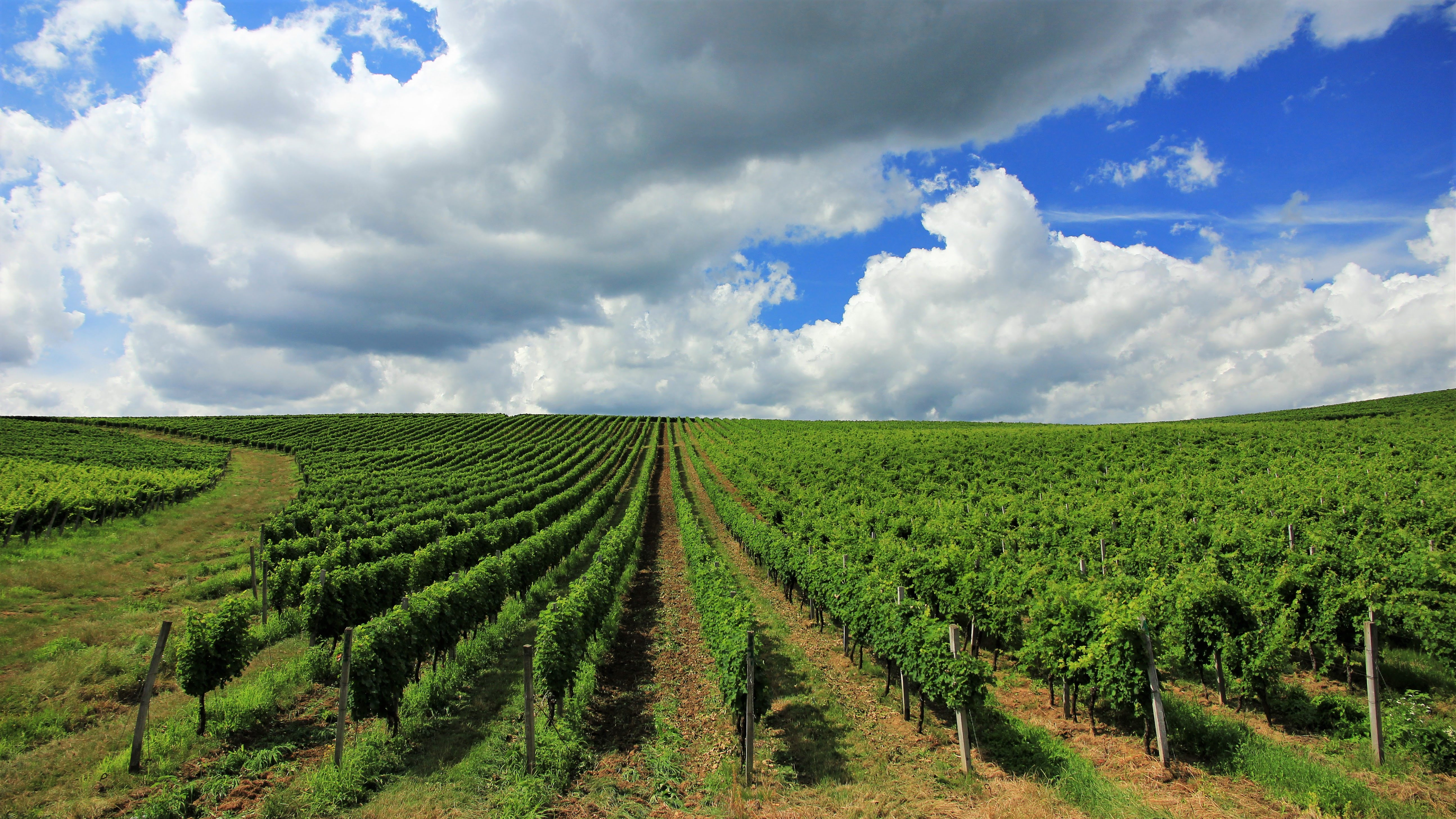
Виноградники Закарпаття

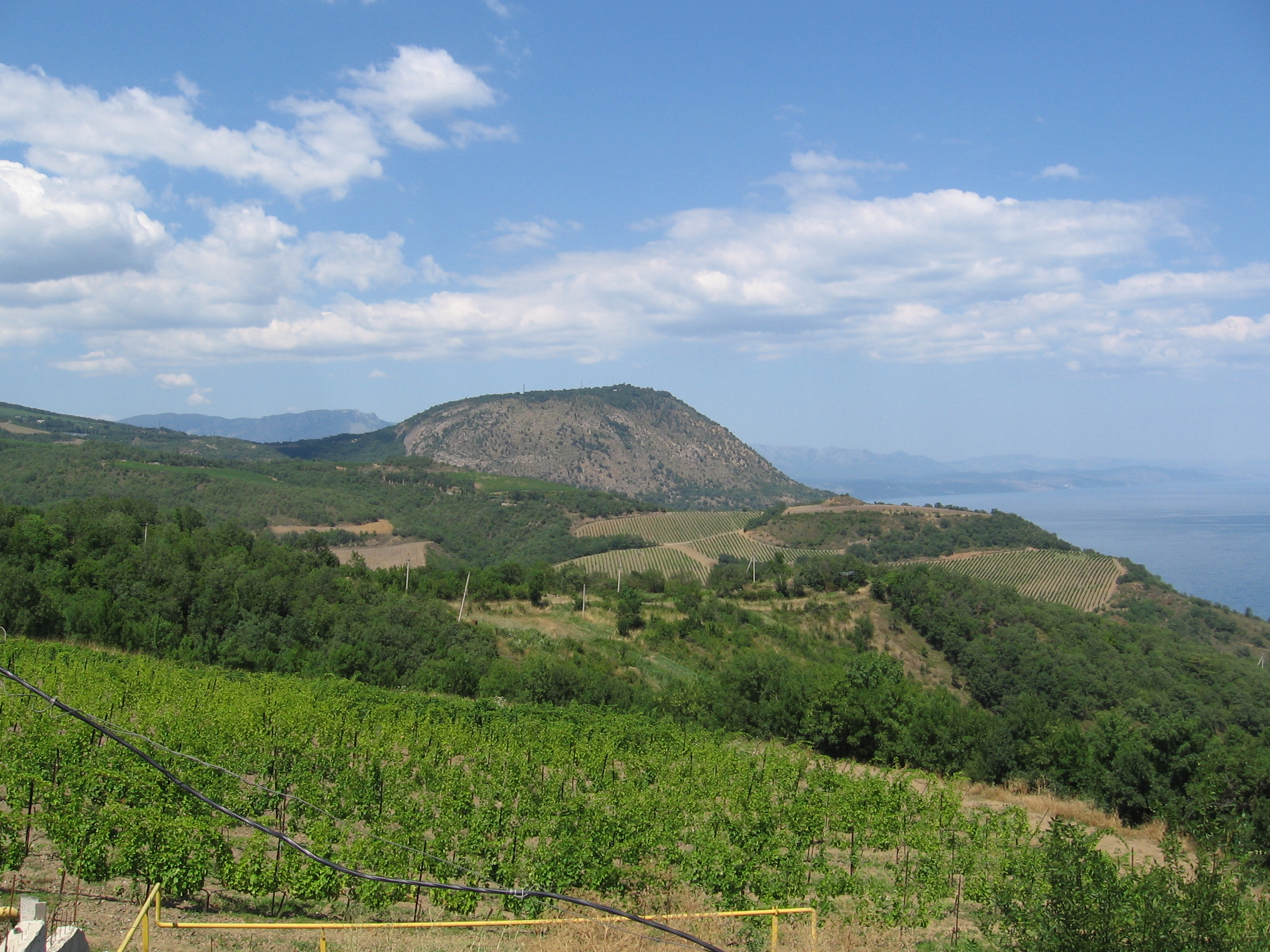
Вид на кримські виноградники в районі гори Кастель

Виноградарство в Україні — сукупність усієї наявної в державі аграрної та промислово-виробничої інфраструктури сфери виноградарства.

## Загальна характеристика
Основні виноградарські регіони України — АР Крим, Одеська, Херсонська, Миколаївська, Закарпатська й Запорізька області. За природним районуванням, на території України виділено 15 виноградарських зон (макрозон), які є основою для сорторайонування, і 58 природно-виноградарських районів (мікрозони). У Автономній Республіці Крим нараховується 6 макрозон і 12 мікрозон, в Одеській області — 3 і 16, Херсонській — 2 і 10, Миколаївській — 2 і 7, Закарпатській — 1 і 12 та в Запорізькій — 1 і 6.
В Україні найбільшу площу виноградних насаджень має Одеська область — 38,95 тис. га (46 % від загальної по Україні). Виноградники Автономної Республіки Крим посідають 31,0 тис. га. (37 %). Решта (17,4 %) зосереджені в Миколаївській (7,1 %), Закарпатській (2,7 %) та Запорізькій (0,4 %) областях.
Середня урожайність винограду у 2005—2007 рр. в основних виноградарських регіонах України становить 44,9 ц /га. Найвища в Херсонській області — 81,6 ц/га, в Миколаївській — 61,2, Одеській — 51,1, АР Крим 32,5, Закарпатській — 32,2 і Запорізькій — 8,8.
На початку XXI ст. технічні сорти винограду ростуть в Україні на майже 73 тис. га, що становить 84,4 % всіх насаджень. Частка столового винограду складає лише 15,6 %. З них в АР Крим зосереджено 48,5 % і в Одеській області — 40,7%.

## Основні виноградарські регіони

### АР Крим
Крим — сьогодні один з найбільших, найвідоміших і найстарших виноградарських регіонів України. Сортовий склад Автономної Республіки Крим найбагатший серед регіонів — 107 сортів, з них — 69 технічних і 38 столових, які разом посідають площу 27,7 тис. га. На решті — 3,3 тис. га ростуть сортосуміші та маловідомі сорти. Що виділяється тут, так це місцеві сорти винограду Екім Кара та Кефесія. З цих сортів створені відомі лікерні вина «Чорний доктор» і «Чорний полковник».
Найпоширеніші технічні сорти АР Крим: Ркацителі — 30,3 % площі, Каберне Совіньйон — 11,9, Аліготе — 11,1, Рислінг — 5,0, Бастардо магарацький — 4,0, Кокур білий — 3,7. Серед столових сортів найбільшу площу посідають сорти: Молдова — 17,7 %, Мускат гамбурзький — 13,2, Мускат Італія — 12,8, Мускат Бурштиновий — 7,9, Шабаш — 7,8, Ранній Магарача — 6,0.

### Одеська область
У Одеській області культивують 82 сорти винограду, в тому числі 42 технічних і 40 столових. Технічні сорти переважають — понад 90 % виноградників, з них Аліготе — 16,2 %, Каберне Совіньйон — 13,1, Ркацителі — 7,4, Одеський чорний — 6,0, Мерло — 5,7, Шардоне — 5,3, Совіньйон зелений — 4,7. Зі столових сортів найбільше поширені сорти Молдова — 25,2 %, Ранній Магарача — 10,8, Королева виноградників — 5,6, Іршаї Олівер — 5,5, Аркадія — 4,7, Мускат бурштиновий — 4,5.

### Закарпатська область
На Закарпатті вирощують 32 сорти винограду, більшість з яких — технічні (24). 94 % виноградарських площ зайняті технічними сортами і лише 6 % — столовими. Загальна площа технічних сортів становить 2187,2 га (94,2 %). Найпоширенішим є сорт Ізабела, який росте на 1405,0 га або 64,2 %. Каберне Совіньйон посідає 10,1 %, а Трамінер рожевий — 8,2. Серед столових сортів Жемчуг Зала або Заладьондь посідає 53,1 % площі, інші: 13,1 % — Іршаї Олівер і 9,3 — Шасла біла.

### Миколаївська область
У Миколаївській області вирощують 38 сортів винограду, більша частина з яких — технічні (31 сорт). Поширені такі технічні сорти: Аліготе — 19,2 % від площі технічних сортів області, Ізабела — 10,9, Ркацителі — 9,7, Каберне Совіньйон — 7,9, Совіньйон — 7,7, Рислінг — 5,5, Шардоне — 4,4, Фетяска біла — 4,3. У загальній площі столових сортів більше, ніж половину посідає сорт Молдова — 53,5 %, крім того 21,7 % — Шасла біла, 16,6 — Ранній Магарача, 5,8 — Іршаї Олівер.

### Запорізька область
Запорізька область має незначну площу виноградників. Тут вирощують тільки 5 технічних сортів, які посідають лише 19,4 га і 8 столових — 277,8 га. Основні технічні сорти: Одеський чорний — 25,7 %, Цветочний — 23,2, Біанка — 21,7, Мускат одеський — 17,0. Найпоширеніші столові сорти: Плевен — 22,3 % площі, Аркадія — 18,0, Восторг — 14,4, Русбол — 11,8, Кодрянка — 10,7.

### Херсонська область
Площа технічних сортів винограду на Херсонщині становить 5,1 тис. га (84 %), з них 4,2 тис. га або 82,1 % районованих (28 найменувань). Частка районованих столових сортів (17 найменувань) у їхній загальній площі становить 48,7 %.
Найбільшу площу серед технічних сортів Херсонської області займає сорт Ркацителі — 960,5 га (18,7 %), меншу площу — сорт Первенець Магарача — 413,9 га (8,0 %). Культивують також сорти: Біанка — 6,6 %, Сапераві — 6,2, Совіньйон зелений — 6,1, Каберне Совіньйон — 5,5, Рислінг — 5,5 та ін. Серед столових сортів, які посідають 928 га (15 %) найпоширенішим є Молдова, сорт дуже пізнього строку дозрівання. Також вирощують виноград сортів: Суручанський білий — 6,2 %, Восторг — 5,5, Жемчуг зала — 3,9. Столові сортосумішні виноградні площі — 39,1 %.